# ぎふサテ!
『ぎふサテ!』は、2019年10月7日からぎふチャンで平日の夕方に放送されている報道番組である。

## 概要
2014年1月6日から約5年9か月にわたり放送された前身番組『Station!』から放送時間帯を繰り上げ、テレビ東京制作の報道番組『ゆうがたサテライト』を内包の上、スタートした。岐阜放送がテレビ東京制作の夕方ニュース番組をネットするのは『NEWS 5 PLUS』以来となる。
2020年10月5日からは2部制を廃止。ゆうがたサテライトは単独番組としての放送に変更された。ぎふサテ!は旧来の第2部の時間帯を変更しての放送となった。2021年3月29日からは18時代に繰り下げられた。
2021年3月26日までは経済情報や岐阜県の旬な話題なども発信する報道・情報番組であったが、2021年3月29日からは岐阜県内を中心とした最新ニュースを発信する報道番組となり、岐阜県の旬な話題などを発信する情報番組は2021年4月10日から放送開始されたフォーカスぎふに引き継がれた。

## 出演者
2020年10月2日までの2部制においては、第1部を担当するアナウンサーは原則として、ラジオ『きょうもラジオは!? 2時6時』内の『岐阜新聞ニュース』（14:55 - 15:00）や、同日夜の『NEWSぎふチャン』も兼務していた（前者は極稀に別のアナウンサーが担当する場合もあった）。

### 現在
- 東千晴
- 平工靖也
- 永田楓
- 伊藤伸久

### 過去
- 安井怜介
- 兵藤遥陽（NTB所属）
- 藤井裕生
- 澤茂奈実
- 藤村恵理
- 白井友理（NTB所属）

## 放送時間
2020年10月2日までは2部制。この表では上段は第1部、下段は第2部を示す。
| 期間                  | 月曜日        | 火曜日        | 水曜日        | 木曜日        | 金曜日        |
| --------------------- | ------------- | ------------- | ------------- | ------------- | ------------- |
| 2019.10.7 - 2020.3.27 | 16:50 - 17:25 | 16:50 - 17:25 | 16:50 - 17:25 | 16:50 - 17:25 | 16:50 - 17:30 |
| 2019.10.7 - 2020.3.27 | （放送なし）  | （放送なし）  | 17:25 - 17:40 | 17:25 - 17:40 | 17:30 - 17:45 |
| 2020.3.30 - 2020.10.2 | 16:50 - 17:19 | 16:50 - 17:14 | 16:50 - 17:14 | 16:50 - 17:14 | 16:50 - 17:12 |
| 2020.3.30 - 2020.10.2 | 17:19 - 17:25 | 17:14 - 17:25 | 17:14 - 17:25 | 17:14 - 17:25 | 17:12 - 17:25 |
| 2020.10.5 - 2021.3.26 | 17:30 - 17:55 | 17:30 - 17:55 | 17:30 - 17:55 | 17:30 - 17:55 | 17:30 - 18:00 |
| 2021.3.29 - 2024.3.29 | 18:15 - 18:30 | 18:15 - 18:30 | 18:15 - 18:30 | 18:15 - 18:30 | 18:15 - 18:25 |
| 2024.4.1-             | 16:59 - 17:15 | 16:59 - 17:15 | 16:59 - 17:15 | 16:59 - 17:15 | 16:59 - 17:15 |

## 主なコーナー

### 過去のコーナー
- SKE48の岐阜県だって地元ですっ! - 放送開始から2020年3月まで水曜日第2部、2020年4月から9月まで火曜日第2部で放送。
- マーゴはなまるインフォメーション - 放送開始から2020年9月まで水曜日第2部で放送。
- 野村證券トップインタビュー - 放送開始から2020年9月まで最終木曜日第2部で放送。
- 飛騨國テレビ - 放送開始から2021年3月まで木曜日で放送。
- 日本まんなか直送便+ - 放送開始から2021年3月まで金曜日で放送。2021年4月からはぎふナビ!へ移動。
- も～っとワクワクマーサ - 2020年10月から2021年3月まで金曜日で放送。
- シネマクルーズ